# میلاد جلالی
میلاد جلالی (زادهٔ ۱۵ اوت ۱۹۹۴) یک بازیکن فوتبال اهل ایران است.
از باشگاه‌هایی که در آن بازی کرده‌است می‌توان به   سپاهان نوين و ترکیه و قشقایی اشاره کرد.